# لسکوویک (بلا پالانکا)
لسکوویک (به صربی: Leskovik) یک منطقهٔ مسکونی در صربستان است که در بلا پالانکا واقع شده‌است. لسکوویک ۲۴ نفر جمعیت دارد.